# Jan Willem Singerling
Jan Willem Singerling (Amsterdam, 23 augustus 1920 – Zaanstad, 14 december 1981) was een Nederlands componist, dirigent en arrangeur. Voor bepaalde werken gebruikte hij het pseudoniem: John Flinton

## Levensloop
Singerling kwam al op jonge jaren met de blaasmuziek in contact, te eerst als muzikant en later als dirigent van verschillende orkesten. Voor de muziekuitgave Molenaar te Wormerveer schreef hij vele arrangementen (o.a. Carmina burana van Carl Orff, Danses Polovsiennes uit "Prince Igor"  van Aleksandr Porfirjevitsj Borodin en Jerushala' im Shel Zahav van Naomi Shemer) en ook verschillende eigene composities voor harmonie- en fanfareorkesten.

## Composities

### Werken voor harmonie- en fanfareorkest
- 1972 Sint Nicolaas Parademars
- 1972 Vier Middeleeuwse dansen
- 1976 Flying Spy
- 1980 Met Sint en Piet op stap
- 1980 The Old City March
- Amstel's Glorie
- Crescendo mars
- De Koninklijke Standaard
- De lange Brug
- De Maanlanders
- De oude Molen
- De Vogelverschrikker
- La Harmonia
- Nieuwe Schans
- Quick slow - quick slow
- Schiphol-Mars
- Vreugdeklanken
- Zes preludia

### Kamermuziek
- 24 Trumpet tunes and airs, voor trompet en orgel

- Virtual International Authority File: 3925152744527227850005
- WorldCat: E39PBJqqwBFppXJVdW6w3JmfMP